# Айтерн
Айтерн (нем. Aitern) — община в Германии, в земле Баден-Вюртемберг.
Подчиняется административному округу Фрайбург. Входит в состав района Лёррах.  Население составляет 550 человек (на 31 декабря 2010 года). Занимает площадь 9,21 км².